# فرناندو اسوالد
فرناندو اسوالد (انگلیسی: Ferdinand Oswald؛ زادهٔ ۵ اکتبر ۱۹۹۰) بازیکن فوتبال اهل آلمان است.
از باشگاه‌هایی که در آن بازی کرده‌است می‌توان به باشگاه فوتبال بایرن مونیخ ۲، باشگاه فوتبال بایرن مونیخ، و باشگاه فوتبال تیرول اشاره کرد.
وی همچنین در تیم ملی فوتبال جوانان آلمان بازی کرده‌است.